# Lahey-Park

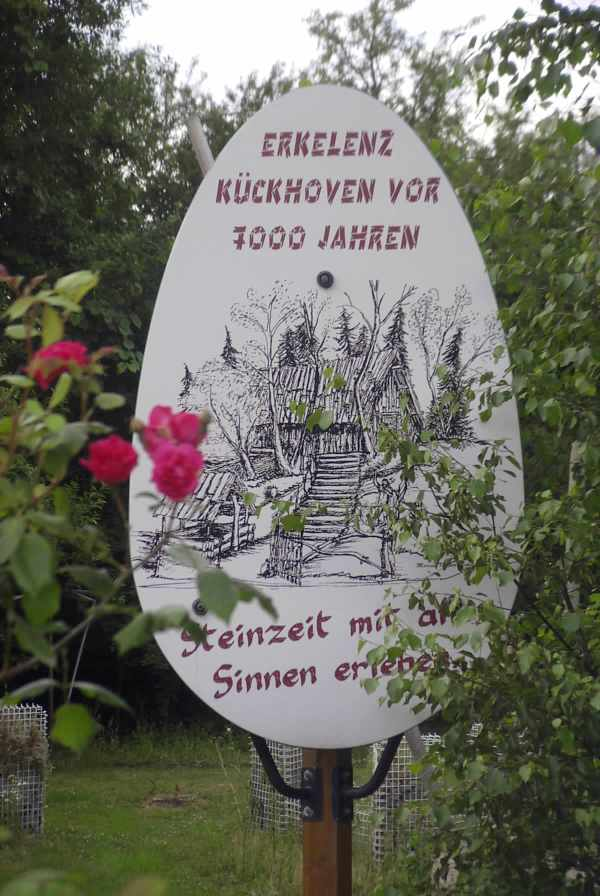
Lahey-Park Werbung am Eingang

Der Lahey-Park liegt im Gebiet der Stadt Erkelenz zwischen den Dörfern Kückhoven und Holzweiler neben einer Bauschuttdeponie. Der Park wurde auf private Initiative eines passionierten Gärtners ab den 1960er Jahren angelegt, der ein Deponiegelände in Handarbeit, wie er sagt, rekultivierte und zu einer Gartenanlage mit vielfältigen Verbundbiotopen ausbaute. Der Park trägt den Namen des Gründers und Betreibers.
Im Park leben auch verschiedene Tiere in Volieren oder freilaufend.
Eine weitere Attraktion stellt die Rekonstruktion eines jungsteinzeitlichen Bauernhauses dar, wie sie in einer bei Kückhoven ausgegrabenen Siedlung gestanden haben können. Dazu gehört auch der Nachbau des Kückhovener Brunnens von etwa 5090 v. Chr., dem ältesten Holzbrunnen der Welt.
Des Weiteren lassen sich verschiedene Räumlichkeiten für Veranstaltungen privater oder öffentlicher Art nutzen. Ein Förderverein bietet unregelmäßig kulturelle Veranstaltungen oder Führungen für Schulklassen an. Für Kinder und Familien finden jahreszeitliche Events, wie zum Beispiel Ostereiersuchen statt.
Der Park ist vorerst geschlossen und sollte im Herbst 2007 wieder eröffnet werden.
Der Park hätte aufgrund des Braunkohletagebau Garzweiler weichen müssen. Durch die Änderung der Abbaupläne wurde dies aber geändert, sodass der Park als Lost Place erhalten bleibt.